# Шебе Кіш
Шебе Кіш (угор. Sebő Kiss; нар. 20 вересня 1983) — колишній угорський тенісист.
Найвищу одиночну позицію світового рейтингу — 531 місце досяг 19 вересня 2005, парну — 444 місце — 30 серпня 2004 року.

## Титули ITF Ф'ючерс

### Одиночний розряд: (2)
| Ранг | Дата     | Турнір                       | Покриття | Суперник     | Рахунок       |
| ---- | -------- | ---------------------------- | -------- | ------------ | ------------- |
| 1.   | Кві 2005 | Угорщина F1, Будапешт        | Ґрунт    | Грега Жемля  | 6–1, 6–2      |
| 2.   | Лип 2006 | Угорщина F1, Годмезевашаргей | Ґрунт    | Роман Веґелі | 4–6, 7–5, 6–3 |

### Парний розряд: (5)
| Ранг | Дата     | Турнір                       | Покриття | Партнер            | Суперники                       | Рахунок     |
| ---- | -------- | ---------------------------- | -------- | ------------------ | ------------------------------- | ----------- |
| 1.   | Сер 2003 | Румунія F9, Бухарест         | Ґрунт    | Ласло Фоно         | Олів'є Малькор Ніколя Ренаван   | w/o         |
| 2.   | Тра 2004 | Угорщина F1, Сольнок         | Ґрунт    | Дьордь Балаш       | Альберто Бріцці Крістіан Ґрюнес | w/o         |
| 3.   | Сер 2006 | Угорщина F1, Годмезевашаргей | Ґрунт    | Дьордь Балаш       | Міхал Пажицький Ян Станчик      | 6–2, 6–2    |
| 4.   | Лип 2007 | Угорщина F1, Будапешт        | Ґрунт    | Гергей Кішдєрдь    | Марек Міхалічка Мартін Поборіл  | 7–6(3), 6–1 |
| 5.   | Вер 2007 | Німеччина F16, Фрідберг      | Ґрунт    | Корнель Бардоцький | Даніел Лаґендал Міхел Меєр      | 6–4, 7–6(4) |